# اوسله
اوسله (به سوئدی: Åsele) یک منطقهٔ مسکونی در سوئد است که در بخش اوسله واقع شده‌است. اوسله ۳٫۳۸ کیلومتر مربع مساحت و ۱٬۷۹۸ نفر جمعیت دارد.